# Azatioprina
A azatioprina é um análogo sintético da purina e foi desenvolvida no final dos anos 1950, na tentativa de impedir a degradação metabólica da 6-mercaptopurina (6-MP), o que destituía seus efeitos antileucêmicos. Atualmente, a azatioprina é usada em dermatologia, gastroenterologia, oncologia, reumatologia e várias outras áreas da medicina, devido às suas propriedades antileucêmicas, anti-inflamatórias e imunossupressoras.
A azatioprina é bem absorvida pelo trato gastrintestinal após a administração oral. Tem uma curta meia-vida de cerca de três horas, como resultado de uma rápida conversão in vivo, mas os metabolitos permanecem ativos por muito tempo, o que permite que a administração do fármaco seja feita a cada 12 ou 24 horas. Ao entrar na circulação, a azatioprina sofre conversão não-enzimática e é metabolizada por três enzimas.

## Efeitos Colaterais
- Hematológicos:

É sabido que a azatioprina pode causar efeitos colaterais hematológicos a partir de citopenias isoladas até grave depressão da medula óssea, o que pode levar à hospitalização e, raramente, à morte. A incidência destes efeitos secundários varia entre os estudos (5-25%). O acompanhamento contínuo hematológico é necessário, para se identificar o início tardio de eventos leucopênicos. Muitos casos de citopenia irão se resolver com a redução da dose ou com a descontinuação do tratamento.
- Gastrintestinais:

Os efeitos adversos gastrintestinais compreendem as queixas mais comuns. Os pacientes tipicamente se queixam de náuseas e/ou diarreia. Estes sintomas geralmente ocorrem durante as primeiras semanas da terapia e podem se resolver ao longo do tempo.
- Hepatotoxicidade:

A azatioprina é tóxica para o fígado. Esta toxicidade é, geralmente, observada pela elevação dos testes de função hepática. Um estudo com 28 pacientes dermatológicos observou que nove destes desenvolveram reações adversas, dos quais, dois apresentaram anormalidades na função hepática.
- Carcinogênese:

A imunossupressão crônica aumenta o risco de um doente desenvolver um câncer. O exato risco do desenvolvimento de malignidades associadas ao tratamento dermatológico com a azatioprina é desconhecido. Um relatório sugeriu que os doentes em terapia dermatológica em longo prazo com azatioprina podem estar em risco para o desenvolvimento do carcinoma de células escamosas, especialmente se o paciente tiver história de exposição excessiva ao sol.
- Reações de hipersensibilidade ===

A hipersensibilidade é caracterizada principalmente por febre, náuseas, vômitos, diarreia, exantema e, ocasionalmente, choque. Embora relativamente incomum, é uma complicação potencialmente séria. A hipersensibilidade geralmente ocorre em quatro semanas do início da terapêutica e somente em alguns casos ocorreu poucas horas após a ingestão da primeira dose.

## Contraindicações
Interações fármaco-fármaco são um problema comum que os médicos têm que estar conscientes quando prescrevem qualquer medicamento. Vários medicamentos são conhecidos em interagir com a azatioprina. Provavelmente, uma das mais conhecidas interações seja com o alopurinol, que inibe a xantina oxidase (XO). A combinação de azatioprina e alopurinol aumenta o risco de um indivíduo desenvolver mielotoxicidade grave.
Se houver necessidade da prescrição do alopurinol, a dose da azatioprina deverá ser reduzida em dois terços.[carece de fontes?] Além disso, contagens hematológicas deverão ser realizadas com freqüência.
Sulfassalazina, inibidores da ECA e o trimetoprima-sulfametoxazol também foram relatados em poder causar o aumento do risco da mielotoxicidade induzida pela azatioprina.